# Luther Peak
Il Luther Peak (in lingua inglese: Picco Luther ) è un picco antartico, alto 820 m, situato 20 km a sudest del Monte Peacock, nei Monti dell'Ammiragliato, in Antartide. Il picco si affaccia sull'Edisto Inlet, un'insenatura posta nella parte settentrionale della Terra della Regina Vittoria.
Il picco roccioso è stato mappato in base a riprese fotografiche e rilevazioni radar effettuate nel marzo 1956 a bordo del rompighiaccio Edisto, nel corso della prima Operazione Deep Freeze della U.S. Navy.
La denominazione è stata assegnata dall' Advisory Committee on Antarctic Names (US-ACAN) in onore di Roger W. Luther, della U.S. Navy, capitano della Edisto.